# Phylactère (bande dessinée)
Pour les articles homonymes, voir Phylactère, Bulle et Ballon.

Trois exemples de bulles de bande dessinée représentant de haut en bas : la parole, la pensée, le cri.

Un phylactère, également appelé bulle ou ballon, est un élément graphique permettant de placer le texte d'un dialogue ou d'un monologue qu'un ou plusieurs personnages prononcent ou pensent dans une case de bande dessinée. C'est un moyen graphique utilisé en illustration puis en bande dessinée pour attribuer des paroles ou des pensées aux personnages. Il est habituellement constitué d’une forme ovale ou rectangulaire avec des coins plus ou moins arrondis. Le lien entre la bulle et le personnage se fait à l’aide d’une extension tracée, appelé appendice, d'un trait continu et pointue dirigée de la bulle vers le personnage lorsqu’il s’agit de paroles ou à l’aide de plusieurs cercles de grandeur décroissante dont l’ensemble pointe vers le personnage lorsque le personnage réfléchit (dans ce dernier cas, les cercles peuvent être remplacés par des formes de nuages). Les phylactères peuvent être utilisés pour placer du texte, mais aussi des symboles (tête de mort, bûche et scie, etc.).
Quand c'est la voix du narrateur qui est placée dans un espace d'une case, on parle plutôt de récitatif.

## Histoire

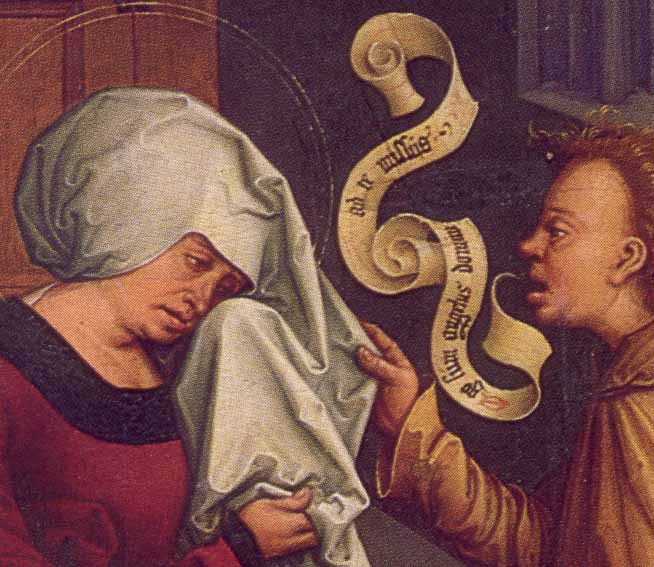
Peinture de Bernhard Strigel datant de 1506.

Il est difficile de dater les premiers phylactères. Certaines peintures et tapisseries datant du Moyen Âge contiennent des formes dont la fonction est comparable,.
On peut trouver des phylactères, utilisés de la même manière que dans la bande dessinée contemporaine, chez les caricaturistes anglais du XVIIIe siècle. 

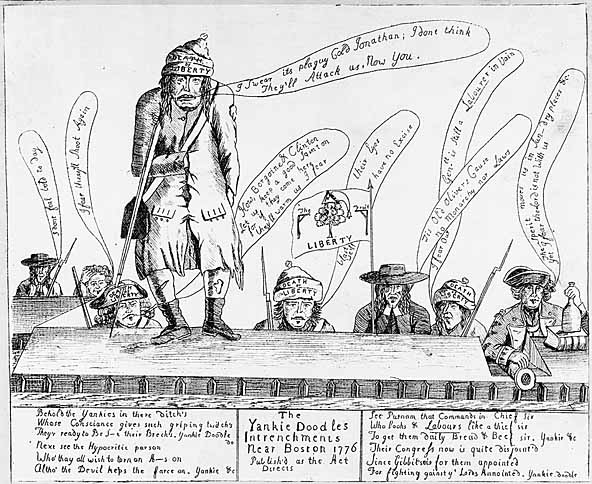
Caricature britannique publiée en 1775 à Boston.

L'usage régulier des phylactères dans des récits en images est souvent daté de la fin du XIXe siècle, même s'il existe des exemples antérieurs, comme l'usage qui en est fait par le Britannique James Gillray dans ses caricatures gravées, en 1791, ou encore par le Britannique Thomas Rowlandson qui, également dans des caricatures, compose une sorte de séquence en 1809.

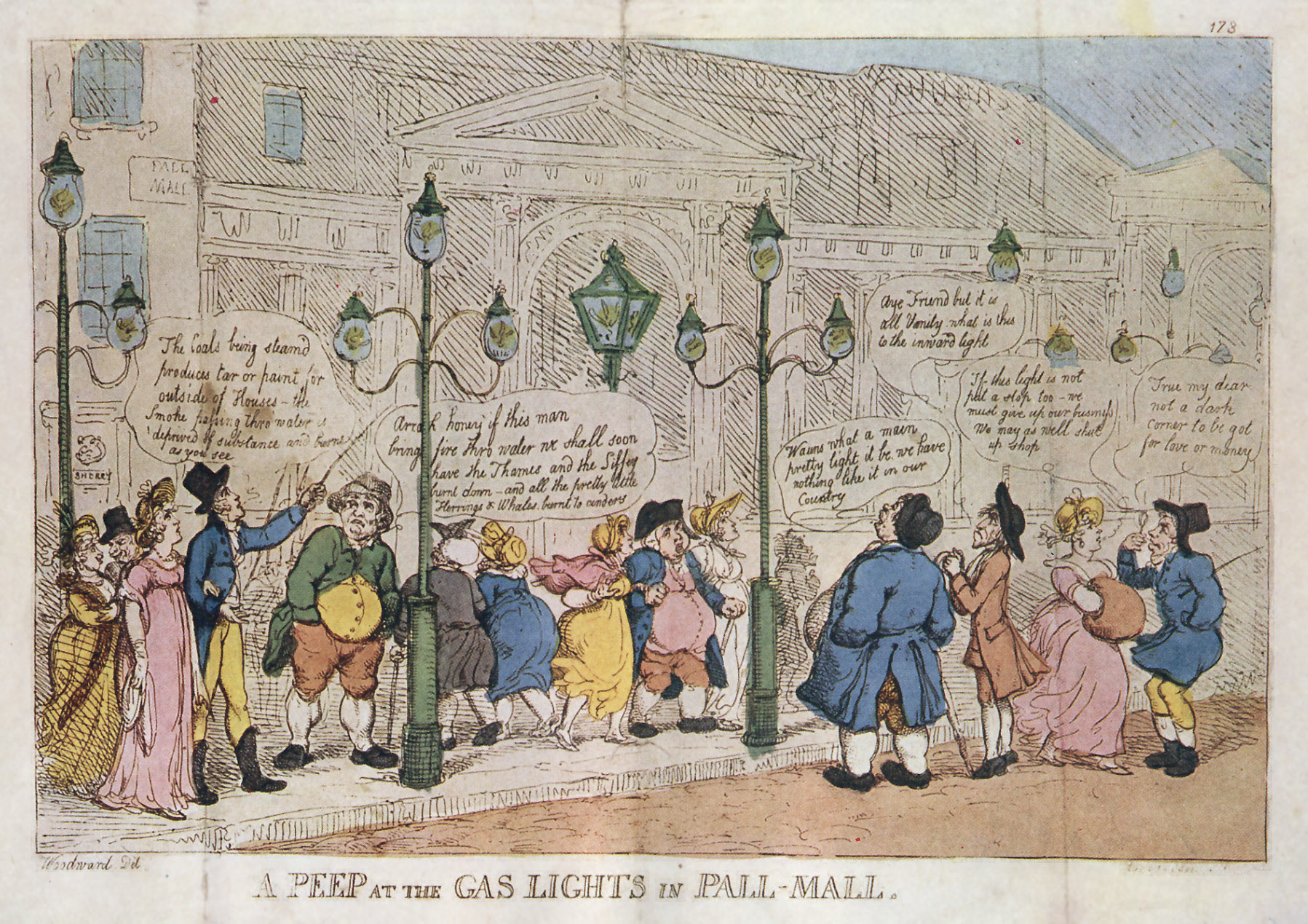
A Peep at the Gas Lights in Pall Mall par RowLandson, 1809.

Des bulles apparaissent dans la série américaine Hogan’s Alley (alias The Yellow Kid), créée en 1894 par Richard Felton Outcault ; c'est cependant une autre série américaine, The Katzenjammers Kids (Pim Pam Poum), créée en 1897 par Rudolph Dirks, qui systématise leur utilisation. L'usage se répand ensuite aux États-Unis autour de 1900. Certaines bandes dessinées américaines créées par la suite, comme Prince Vaillant ou les premiers comic strips Tarzan, continuent cependant de privilégier une narration sans phylactères. 
La première apparition de phylactères en français remonte à 1792 dans une affiche électorale, divisée en quatre cases, intitulée À tous les électeurs lors des premières élections au Bas-Canada,,. La première apparition de phylactères dans une publication en français remonte à la série Les Aventures de Timothée créée par Albéric Bourgeois et  publiée de 1904 à 1909 dans le journal canadien La Presse. Les bulles mettent plus de temps à être adoptées par les Européens : ainsi, elles n'apparaissent que très rarement dans les séries d'un auteur français comme Christophe, contemporain de Dirks, et ne sont jamais utilisées dans Bécassine (créée en 1905). C'est en 1908 que paraît Sam et Sap, la première bande dessinée française dont les personnages s'expriment régulièrement à l'aide de phylactères. Les Pieds nickelés, créés la même année, ne les emploient alors que de façon irrégulière, l'essentiel du texte continuant d'apparaître en dessous de l'image.

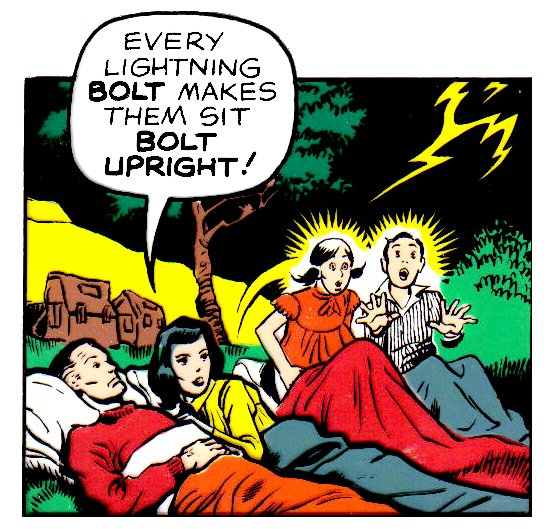
Exemple de phylactère contenant du texte dans une case de bande dessinée.

Les phylactères s'imposent progressivement en Europe durant l'entre-deux-guerres, sous l'influence des séries américaines importées. Le Français Alain Saint-Ogan les utilise systématiquement dans la série Zig et Puce (créée en 1925), dont le grand succès à l'époque contribue à généraliser l'utilisation des phylactères dans les pays francophones. L'œuvre de Saint-Ogan influence notamment le Belge Hergé, qui emploie lui aussi les bulles dans Les Aventures de Tintin (1929). Mais, toujours dans les années 1930, on observe, dans les premières éditions françaises de bandes dessinées Disney, un recul des phylactères au profit d'une narration sous l'image. En Italie, l'usage des bulles se répand également à la même époque. Cependant, durant la Seconde Guerre mondiale, le régime fasciste interdit par antiaméricanisme aux auteurs italiens de bandes dessinées d'utiliser les bulles, celles-ci étant considérées comme un élément culturel américain : les phylactères sont à nouveau autorisés après-guerre en Italie, en même temps qu'ils deviennent la norme dans toute l'Europe. La « bulle de texte » achève de s'imposer en bande dessinée dans les années 1950.
Ce n'est qu'en 1968 que le terme « bulle » a été popularisé par Jacques Sadoul et Jean-Jacques Pauvert (on ne parlait alors en français que de « ballons »), à l'occasion de la publication de l'ouvrage L'Enfer des bulles, à propos des bandes dessinées mises à l'index. Le titre L'Enfer des ballons ne convenait pas, et ce terme semblait plus approprié. Il connut immédiatement un grand succès et s'est imposé depuis lors.